# 反扭稜大星形十二面體
反扭稜大星形十二面體是一種星形均勻多面體，由80個正三角形和12個正五角星組成，索引為U69，對偶多面體為大逆五角六十面体，具有二十面體群對稱性。

## 性質
反扭稜大星形十二面體共由92個面、150條邊和60個頂點組成。在其92個面中，有80個正三角形面和12個正五角星面。這80個三角形面中有60個來自扭稜變換。

### 頂角的組成
在反扭稜大星形十二面體的60個頂點中，每個頂點都是4個正三角形面和1個正五角星面的公共頂點，並且這些面在構成頂角的多面角時，以反向相接正五角星、正三角形、正三角形、正三角形和正三角形的順序排列，在頂點圖中可以用(5/3.3.3.3.3)來表示。
與扭稜大星形十二面體不同，反扭稜大星形十二面體中的五角星與周邊面相接的方式相反，因而構成了一個幾何上不同，但拓樸上相同的結構。其拓樸結構也與扭棱十二面体相同。
| 扭稜大星形十二面體                     | 反扭稜大星形十二面體                     |
| 將扭稜大星形十二面體的頂角視覺化的圖形 | 將反扭稜大星形十二面體的頂角視覺化的圖形 |

### 表示法
反扭稜大星形十二面體在考克斯特—迪肯符号中可以表示為，在施萊夫利符號中可以表示為sr{5⁄3,3}，在威佐夫記號中可以表示為| 5/3 2 3。

### 尺寸
若反扭稜大星形十二面體的邊長為單位長，則其外接球半徑為：
{\displaystyle R={\frac {1}{2}}{\sqrt {\frac {2-x}{1-x}}}=0.816081\dots }
其中{\displaystyle x}是{\displaystyle x^{3}+2x^{2}={\Big (}{\tfrac {1\pm {\sqrt {5}}}{2}}{\Big )}^{2}}的實根。
以{\displaystyle R^{2}}為變數的六次方程
{\displaystyle 4096R^{12}-27648R^{10}+47104R^{8}-35776R^{6}+13872R^{4}-2696R^{2}+209=0}
共有4個實根，分別是扭棱十二面体、扭稜大星形十二面體、反扭稜大星形十二面體和大反屈扭稜截半二十面體的外接球半徑。

### 頂點座標
反扭稜大星形十二面體的頂點座標為下列座標的偶置換：
{\displaystyle \left(\pm 2\alpha ,\pm 2,\pm 2\beta \right)}、
{\displaystyle \left(\pm \left(\alpha -\beta \tau -{\frac {1}{\tau }}\right),\pm \left({\frac {\alpha }{\tau }}+\beta -\tau \right),\pm \left(-\alpha \tau -{\frac {\beta }{\tau }}-1\right)\right)}、
{\displaystyle \left(\pm \left(\alpha \tau -{\frac {\beta }{\tau }}+1\right),\pm \left(-\alpha -\beta \tau +{\frac {1}{\tau }}\right),\pm \left(-{\frac {\alpha }{\tau }}+\beta +\tau \right)\right)}、
{\displaystyle \left(\pm \left(\alpha \tau -{\frac {\beta }{\tau }}-1\right),\pm \left(\alpha +\beta \tau +{\frac {1}{\tau }}\right),\pm \left(-{\frac {\alpha }{\tau }}+\beta -\tau \right)\right)}和
{\displaystyle \left(\pm \left(\alpha -\beta \tau +{\frac {1}{\tau }}\right),\pm \left(-{\frac {\alpha }{\tau }}-\beta -\tau \right),\pm \left(-\alpha \tau -{\frac {\beta }{\tau }}+1\right)\right)}，
帶有偶數個正號，其中
{\displaystyle \alpha ={\frac {\xi -1}{\xi }}}
且
{\displaystyle \beta =-{\frac {\xi }{\tau }}+{\frac {1}{\tau ^{2}}}-{\frac {1}{\xi \tau }}}
其中{\displaystyle \tau ={\frac {1+{\sqrt {5}}}{2}}}為黃金比例、
{\displaystyle \xi }是方程式{\displaystyle \xi ^{3}-2\xi =-{\frac {1}{\tau }}}的正實根，約為1.2224727。
若上述座標使用奇置換並帶有奇數個正號的話，則會得到反扭稜大星形十二面體的另一種形式，即另一種形式的手性對映體。